# Шкала Фаренгейта

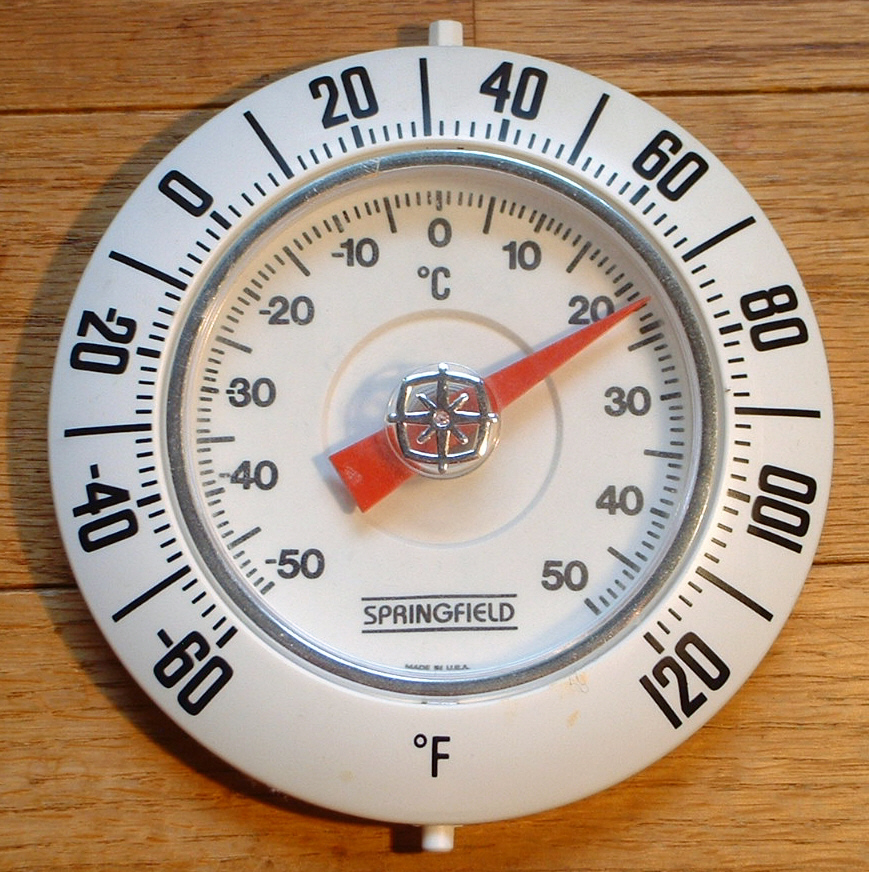
Термометр з шкалою Фаренгейта (позначено на зовнішній частині корпуса) і Цельсія (позначено в середині). Шкала Фаренгейта була першою стандартизованою шкалою, яку широко використовували.

Шкала́ Фаренге́йта або шкала́ Фаренга́йта — температурна шкала.

## Історія
Заснована на шкалі, запропонованій в 1724 році фізиком Данієлем Габрієлем Фаренгейтом і названа на його честь. Одиницею вимірювання є гра́дус Фаренге́йта, або гра́дус Фаренга́йта (°F). За нульову точку Фаренгейт прийняв температуру соляного розчину (лід, вода і хлорид амонію в співвідношенні 1:1:1). Стабілізація температури такого розчину відбувалася при 0 °F (−17,78 °C). Друга точка 32 °F була точкою плавлення льоду, тобто температурою суміші льоду і води в співвідношенні 1:1 (0 °C). Третя точка — це нормальна температура людського тіла, якому він приписав 96 °F.
Надалі вчені вирішили трохи перевизначити шкалу, приписавши точне значення двом добре відтвореним реперним точкам: температурі плавлення льоду 32 °F і температурі кипіння води 212 °F. Таким чином, температурний проміжок між цими двома реперними точками становить 180 °F. При цьому нормальна температура людини за такою шкалою після нових, точніших вимірювань вийшла близько 98 °F, а не 96 °F.
Наприкінці XX століття шкалу Фаренгейта використовували як офіційну лише на території США. Станом на сьогодні більшість держав використовує шкалу Цельсія.

## Визначення та конвертація

### Конвертування шкали Фаренгейта в інші температурні шкали
За шкалою Фаренгейта, температура замерзання води становить 32 °F, а температура кипіння становить 212 °F — таким чином, ці дві точки розділяє проміжок в 180 °F. Тобто один градус за шкалою Фаренгейта становить 1⁄180 від різниці між температурою замерзання та кипіння води, натомість за шкалою Цельсія дана різниця складає 100°. З цього виходить, що 1 °F еквівалентний  5⁄9 °C. Цікаво, що шкала Фаренгейта та шкала Цельсія «перетинаються» на значенні −40° (−40 °F = −40 °C).
Абсолютний нуль становить −273,15 °C та, відповідно −459,67 °F.
Шкала Ранкіна використовує градуси, які еквіваленті градусам за шкалою Фаренгейта, але з одною відмінністю: за абсолютний нуль тут заведено вважати 0 °R, що схоже на співвідношення шкали Цельсія до шкали Кельвіна (1 °C = 1 K, але абсолютний нуль за шкалою Кельвіна дорівнює 0 K).
Шкала Фаренгейта використовує символ ° для того, щоб позначити 1 градус на шкалі (як і в шкалі Цельсія), та символ F, щоб вказати одиниці вимірювання за шкалою Фаренгейта (наприклад, «Галій плавиться за температури 85,5763 °F») чи, щоб виразити різницю чи неточність температури (наприклад, «Обігрівач здатен нагріти повітря до 72 °F» та «Стандартна похибка складає ±5 °F»).
Для точного переведення величин можуть бути використані такі формули (f — температура в °F, c — температура в °C):
- (f − 32) × 5/9 = (f − 32)/1.8 = c °C
- (c × 9/5) + 32 = (c × 1.8) + 32 = f °F

При точному перетворенні можна побачити дану схожість: −40 °F = −40 °C
- ((f + 40) ÷ 1.8) − 40 = c.
- ((c + 40) * 1.8) − 40 = f.

## Історія виникнення

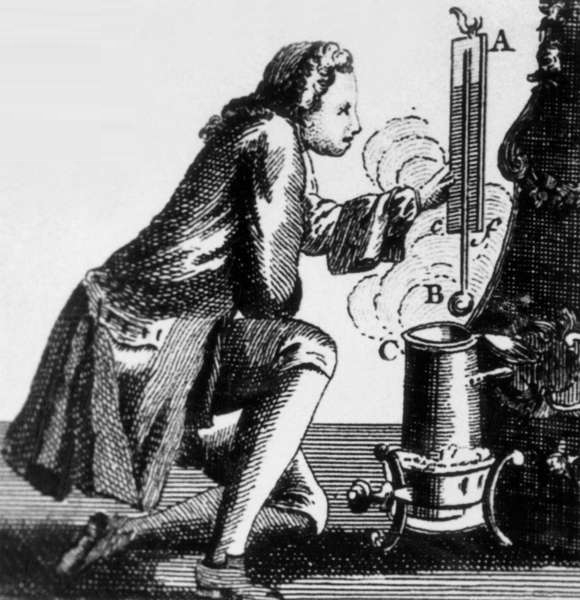
Данієль Габрієль Фаренгейт зробив великий внесок уТермометрію. Він винайшов ртутний термометр (перший точний та зручний для використання термометр) та шкалу Фаренгейта (першу широко вживану та стандартизовану температурну шкалу)

Фаренгейт запропонував свою температурну шкалу, яка була створена на основі двох реперних точок, у 1724 році. У його початковій шкалі (яка не є кінцевою шкалою Фаренгейта), за нульову точку було взято температуру суміші льоду, води та хлорид амонію, тобто, 0 °F (−17,78 °C). Наступною відміткою була температура людського тіла, а саме — 96 °F.
Згідно з історією Фаренгейт, родом із Німеччини, насправді вибрав за нульову точку температуру повітря, яку він виміряв у його рідному місті, Гданську, під час зими в 1708 році та позначив її за 0 °F, і лише потім відтворив її за допомогою ропи. Існує пояснення чому 0 °F дорівнює −17,78 °C, хоча температура замерзання розчину хлорид амонію відповідає −3 °C: воно засноване на тому, що температура замерзання розчину NaCl (кухонної солі) складає −21,1 °C; інше пояснення полягає в тому, що Фаренгейт не мав достатньо якісної ропи, для того щоб досягти евтектичної рівноваги (наприклад, він повинен був отримати розчин солі, а вона могла не повністю розчинитися). У будь-якому випадку, після того шкала Фаренгейта ще не раз змінювалася.
Керуючись листом, який Фаренгейт послав своєму другу, Герману Бургаве, його шкала була побудована на праці Оле Ремера, якого він зустрів раніше. За шкалою Ремера, ропа замерзає за температури нуль градусів, вода замерзає за температури 7,5°, температура людини дорівнює 22,5°, а вода закипає за температури 60°. Фаренгейт помножив кожне значення на чотири, з метою уникнення фракцій та, щоб підвищити точність шкали. Потім він відкалібрував його шкалу, використавши температуру танення льоду та температуру людини (30 та 90 °F); пізніше він скорегував ці температури до 32 °F  та 96 °F, тобто проміжок між ними склав 64 °F. Потім він розділив інтервал 64 °F на 2, що дало йому змогу позначити градусну шкалу за допомогою простих інструментів, методом розділення одного проміжку ще на 6 частин.
Фаренгейт зрозумів, що вода закипає за температури приблизно 212 °F. Використання температури замерзання та температури кипіння води як реферних точок набуло популярності за допомогою праці Андерса Цельсія (пізніше, використання цих двох точок було прийняте Лондонським Королівським Товариством на чолі з Генрі Кавендішем в 1776 році). Через це шкала Фаренгейта була змінена так, що температура замерзання води дорівнювала 32 °F, а температура кипіння дорівнювала 212 °F, тобто на 180 °F більше. Унаслідок цього на перевіреній шкалі температура людського тіла приблизно дорівнювала 98 °F, в той час як вона дорівнювала 90° за зміненою шкалою Ремера, та 96° за оригінальною шкалою Фаренгейта.
Шкала Ранкіна була заснована на шкалі Фаренгейта, проте абсолютному нулю дорівнював 0°.

## Використання

Країни, що використовують шкалу Фаренгейта.
Країни, які використовують і шкалу Фаренгейта, і шкалу Цельсія.
Країни, що використовують шкалу Цельсія.

Шкала Фаренгейта була стандартом для кліматичних, індустрійних та медичних цілей в англомовних країнах до 1960-х років. Наприкінці 1960-х та у 1970-х роках шкала Цельсія замінила шкалу Фаренгейта в більшості країн, окрім США.
Шкалу Фаренгейта широко використовують в більшості штатів США. Наприклад: у прогнозах погоди, у приготуванні їжі та температури охолодження переважно надаються за шкалою Фаренгейта. Науковці, наприклад метеорологи, використовують шкалу Цельсія чи Кельвіна в усіх країнах.
На початку XX століття Фредерік Хаслі та Дейл повідомив, що відмова використовувати шкалу, розділену на сто градусів (шкала Цельсія) в США, зумовлена великим розміром 1 градуса та тим, що 0, за шкалою Фаренгейта, розташований нижче.
Канада використовувала Міжнародну систему одиниць, але також Канада підтримувала традиційні одиниці вимірювання. Канадський прогноз погоди транслювався з використанням шкали Цельсія, проте синоптики мали можливість використовувати шкалу Фаренгейта, особливо для міжнародних прогнозів. Практично всі канадські духові печі використовували шкалу Фаренгейта. Канадські термометри, як цифрові, так і аналогові, використовували шкалу Фаренгейта та шкалу Цельсія. Крім того, у деяких випадках (наприклад, температура в басейні чи температури для готування) температури все ж вимірюються за шкалою Фаренгейта.

Європейський символ для прання «Прати за температури 40 °C»

У межах ЄС обов'язкове використання шкали Кельвіна чи шкали Цельсія, коли йдеться про вимірювання температури у сферах «економіки, медицини, безпеки та адміністрування». Наприклад, символи прання, які використовують у Великій Британії, дотримуються норм ISO 3758:2005, за якими температуру прання слід вказувати лише в градусах за Цельсієм. Схожі правила використовують у  Північній Америці, використовують 6 точок, щоб відділити температуру в градусах Цельсія.
У законодавчо нерегульованих сферах, як-от журналістика, немає чітких норм у використанні температурних шкал. Наприклад, у Британії можна використовувати градуси як Фаренгейта, так і Цельсія.
Для швидкого, але приблизного переведення температури зі шкали Фаренгейта до шкали Цельсія можна скористатися простою формулою: від Фаренгейта відняти 30 і результат поділити на 2. Наприклад, для 80 °F: 80 − 30 = 50, 50 / 2 = 25 °C, що не так далеко від точного значення 26,7 °C.

## Символ °F
Unicode позначає градус Фаренгейта як U+2109.

## Використані матеріали
1. 1 2  Балабан, Тимотей (2000). Англійсько-український словник-довідник інженерії довкілля. Львів: видавництво університету «Львівська політехніка». ISBN 966-553-164-6.
2. ↑  Celsius vs. Архів оригіналу за 5 вересня 2017. Процитовано 18 вересня 2017.
3. ↑  Walt Boyes (2009). Instrumentation Reference Book. Butterworth-Heinemann. с. 273—274. ISBN 978-0-7506-8308-1. Процитовано 17 липня 2011.
4. ↑  Fahrenheit, Daniele Gabr. (1724) «Experimenta circa gradum caloris liquorum nonnullorum ebullientium instituta» [Архівовано 29 червня 2014 у Wayback Machine.] (Experiments performed concerning the degree of heat of some boiling liquids), Philosophical Transactions of the Royal Society of London, 33 : 1-3.
5. ↑  22.2. The Unicode Standard, Version 8.0 (PDF). Mountain View, CA, USA: The Unicode Consortium. August 2015. ISBN 978-1-936213-10-8. Архів оригіналу (PDF) за 6 грудня 2016. Процитовано 6 вересня 2015.

## Інтернет-ресурси
- Що не так зі шкалою Фаренгейта